# Polinèsia Francesa
La Polinèsia Francesa (en francès Polynésie française, i en tahitià Pōrīnetia farāni) és un conjunt d'arxipèlags de la Polinèsia meridional que formen un territori d'ultramar francès.

## Geografia

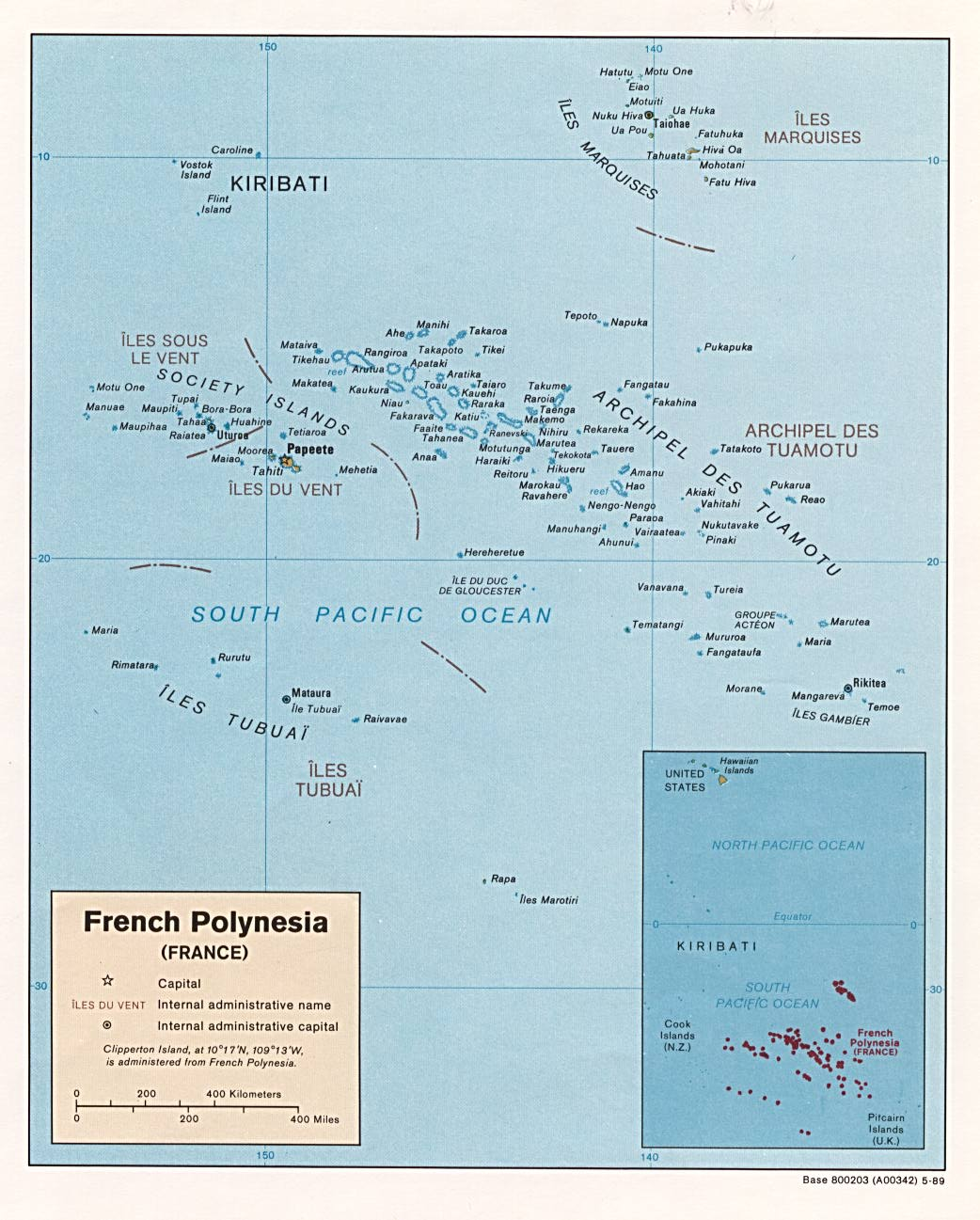
Mapa de la Polinèsia Francesa

La Polinèsia Francesa està composta per unes 118 illes, d'origen volcànic o coral·lí, disperses en una superfície equivalent a Europa, i repartides en cinc arxipèlags:
- Illes de la Societat, les més importants, subdividides administrativament en:
  - Illes del Vent (îles du-Vent), on hi ha Tahití, la més important.
  - Illes de Sotavent (îles Sous-le-Vent).
- Illes Tuamotu.
- Illes Gambier, administrativament unides a les Tuamotu.
- Illes Australs.
- Illes Marqueses.

A més, l'illa Clipperton, davant la costa de Mèxic, és administrada per França des de la Polinèsia Francesa.
| Bandera              | Nom                  | Nom en tahitià             | Àrea      | Població       |
| -------------------- | -------------------- | -------------------------- | --------- | -------------- |
| Illes Australs       | Illes Australs       | Tuha’a pae mā              | 148 km²   | 6.310 (2007)   |
| Illes Gambier        | Illes Gambier        | Te ta’amotu nō Ma’areva mā | 31 km².   | 1.097 (2002)   |
| Illes Marqueses      | Illes Marqueses      | Te Henua Kenana            | 1.274 km² | 8.632 (2007)   |
| Illes de la Societat | Illes de la Societat | Te fenua Tōtaiete mā       | 1.593 km² | 227.807 (2007) |
| Arxipèlag de Tuamotu | Tuamotu              | Tūāmotu mā                 | 885 km²   | 18.317 (2007)  |

## Població
La població, d'uns 250.000 habitants, té un creixement important. Un 83% són polinesis, 12% europeus i 5% asiàtics. El 69% de la població viu a l'illa de Tahití. L'evolució demogràfica del territori ha estat
| 30.600                      | 31.900 | 31.600  | 35.900  | 40.400  | 44.000  | 51.200  | 58.200  | 63.300  |
| 1956                        | 1962   | 1971    | 1977    | 1983    | 1988    | 1996    | 2002    | 2007    |
| 76.323                      | 84.551 | 119.168 | 137.382 | 166.753 | 188.814 | 219.521 | 245.516 | 259.596 |
| Dades de fonts històriques. |        |         |         |         |         |         |         |         |

## Història

### Primer poblament
El poblament de les illes data del 3000 aC, quan els residents de la costa de la Xina del Sud, conreadors de mill i arròs, creuaren l'estret per instal·lar-se a Taiwan. Cap al 2000 aC emigraren de Taiwan a les Filipines. Poc després es produïren noves migracions de les Filipines vers Cèlebes i Timor, i d'ací a d'altres d'Indonèsia. Cap al 1500 aC es va produir un nou moviment des de les Filipines a Nova Guinea i d'ací a les illes del Pacífic. Els austronesis són probablement els primers navegants en la història de la humanitat.

### Exploracions europees 1521-1767
El 24 de gener de 1521 el portuguès Fernando de Magallanes va descobrir Puka Puka, a les Tuamotu. El 1595 els espanyols Álvaro de Mendaña y Neira i Pedro Fernández de Quirós descobriren les Illes Marqueses. El 4 de febrer de 1606, Quirós va descobrir el grup Acteó, i el 10 de febrer de 1606 Hao. El 1616 els neerlandesos Jacob Le Maire i Willem Schouten arribaren a Takaroa, Takapoto, Ahe i Rangiroa.
El 2 de juny de 1722, el neerlandès Jakob Roggeveen descobrí Makatea i el 6 de juny de 1722 Bora Bora. Charles de Brosses anomenà Polinèsia les iles des terres australs el 1756. El 5 de juny de 1606 el britànic John Byron arribà a Napuka i Tepoto Sud. El britànic Samuel Wallis descobrí Tahití el 1767, seguit pel francès Louis Antoine de Bougainville el 1768. Després hi arribà el britànic James Cook el 1769 explorà les Illes de la Societat i va descobrir Rurutu. Va tornar el 1773, 1774 i 1777. Paral·lelament l'espanyol Domingo de Boenechea arribà a Tahití el 1772, i va tornar el 1774 per instal·lar una missió permanent. Aquesta missió va fracassar el 1775, tal com explicà Máximo Rodríguez.

### Regne de Tahití de 1767 a 1842
De 1743 a 1880 la família reial Pomare aprofità hàbilment la presència dels europeus per a ampliar el seu poder.

### Territori d'Ultramar francès de 1880 fins ara
El conjunt d'arxipèlags de la Polinèsia Francesa van ser annexionats per França durant el segle xix, sota la forma de protectorat des de 1842, amb el nom d'Establiments d'Oceania. Des de 1945 tenia l'estatus de territori d'ultramar (Territoire d'outre-mer, TOM), canviat el 2003 a col·lectivitat d'ultramar (collectivité d'outre-mer, COM), i des del 2004 a país d'ultramar.
El 2017 comença a posar-se en marxa el projecte de crear una ciutat flotant. Es calcula que pel 2020 començaria a construir-se.

## Economia
L'economia de la Polinèsia Francesa té un desenvolupament moderat i depèn de les importacions de França.
La pesca i l'explotació de la copra són les dues principals activitats tradicionals. El turisme representa el 13% del PIB. També és important el cultiu de perles que s'exporta principalment al Japó i la Xina. Destaca la perla negra pròpia de les illes Tuamotu.
La moneda de curs legal és el franc CFP, o franc de les colònies franceses del Pacífic.

## Política i Institucions

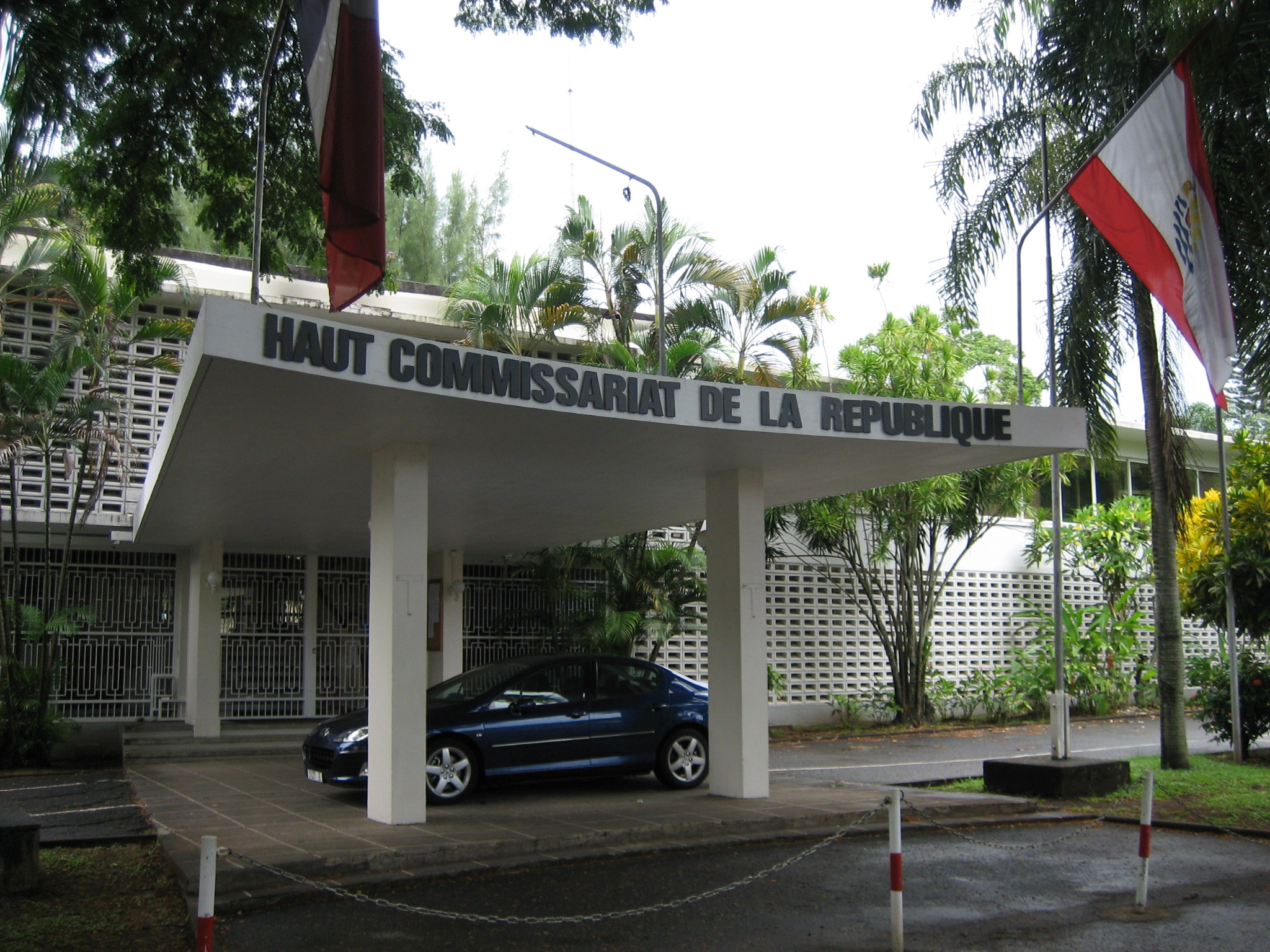
Alt Comissionat de la República a Papeete

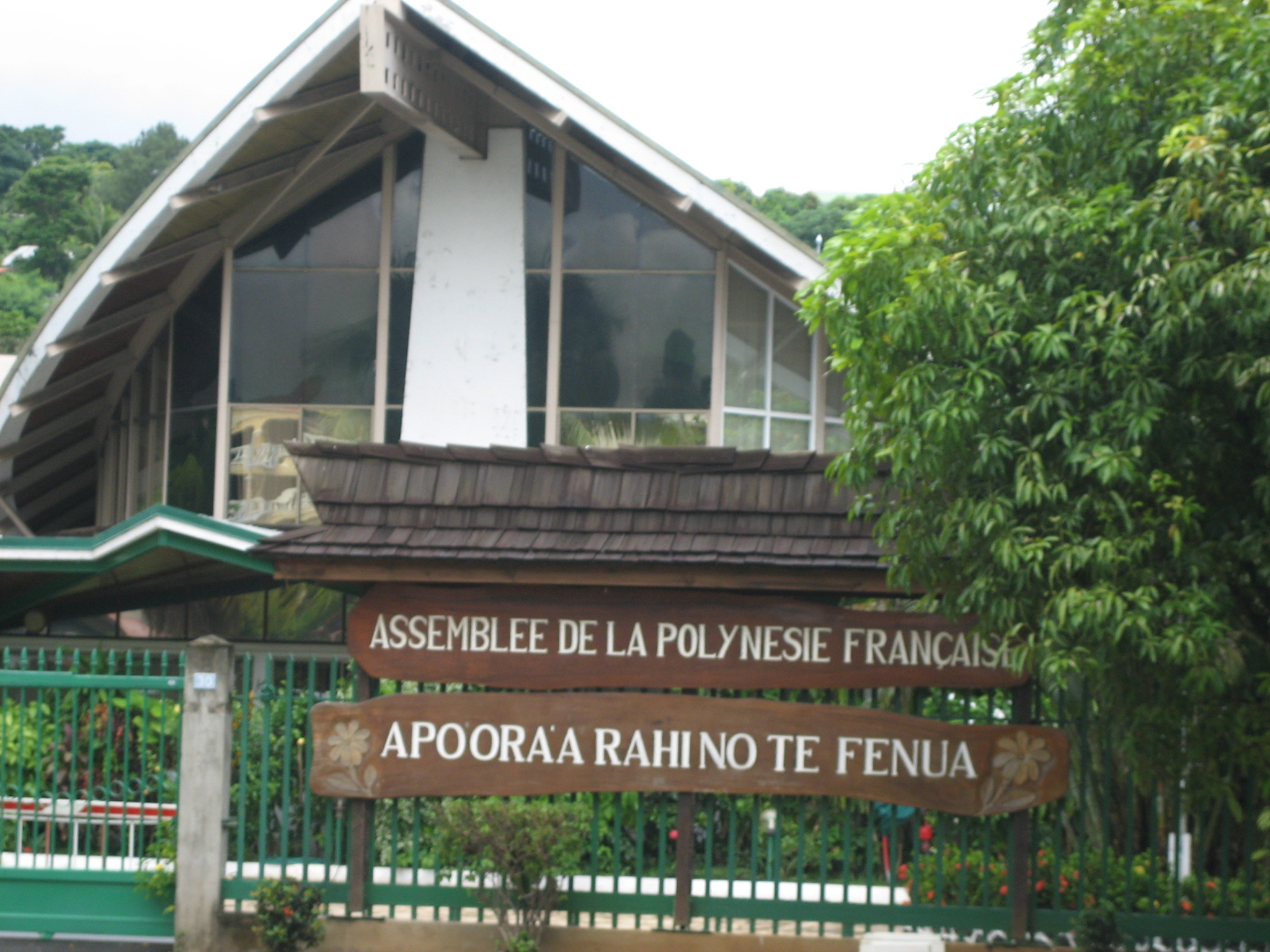
Assemblea a Papeete

Actualment la Polinèsia Francesa és un país d'ultramar, reglamentat per la llei orgànica núm 2004-192, mercè la qual es beneficia d'una gran autonomia política. Tot i això, no es tracta d'una lliure associació d'estats com les antigues dependències de Nova Zelanda. L'administració de les funcions de govern (defensa, policia, justícia, tresoreria) està garantida per l'Estat, representat localment per l'Alt Comissionat de la República. El francès és obligatori en aquests serveis, però en la justícia, les lleis i les sentències poden ser prestats en maohi reo amb una traducció al francès. A més, s'ha organitzat l'ensenyament de les llengües vernacles polinèsies (tahitià, mangerevià, tuamotuà, marquesà) a totes les estructures escolars i universitàries.
Envia dos diputats a l'Assemblea Nacional Francesa. Gaudeix d'una Assemblea de 57 membres i un president escollits cada cinc anys per sufragi universal directe. Les últimes eleccions legislatives es van dur a terme el 2008, i les darreres eleccions presidencials es van dur a terme el 2009.

## Galeria d'imatges

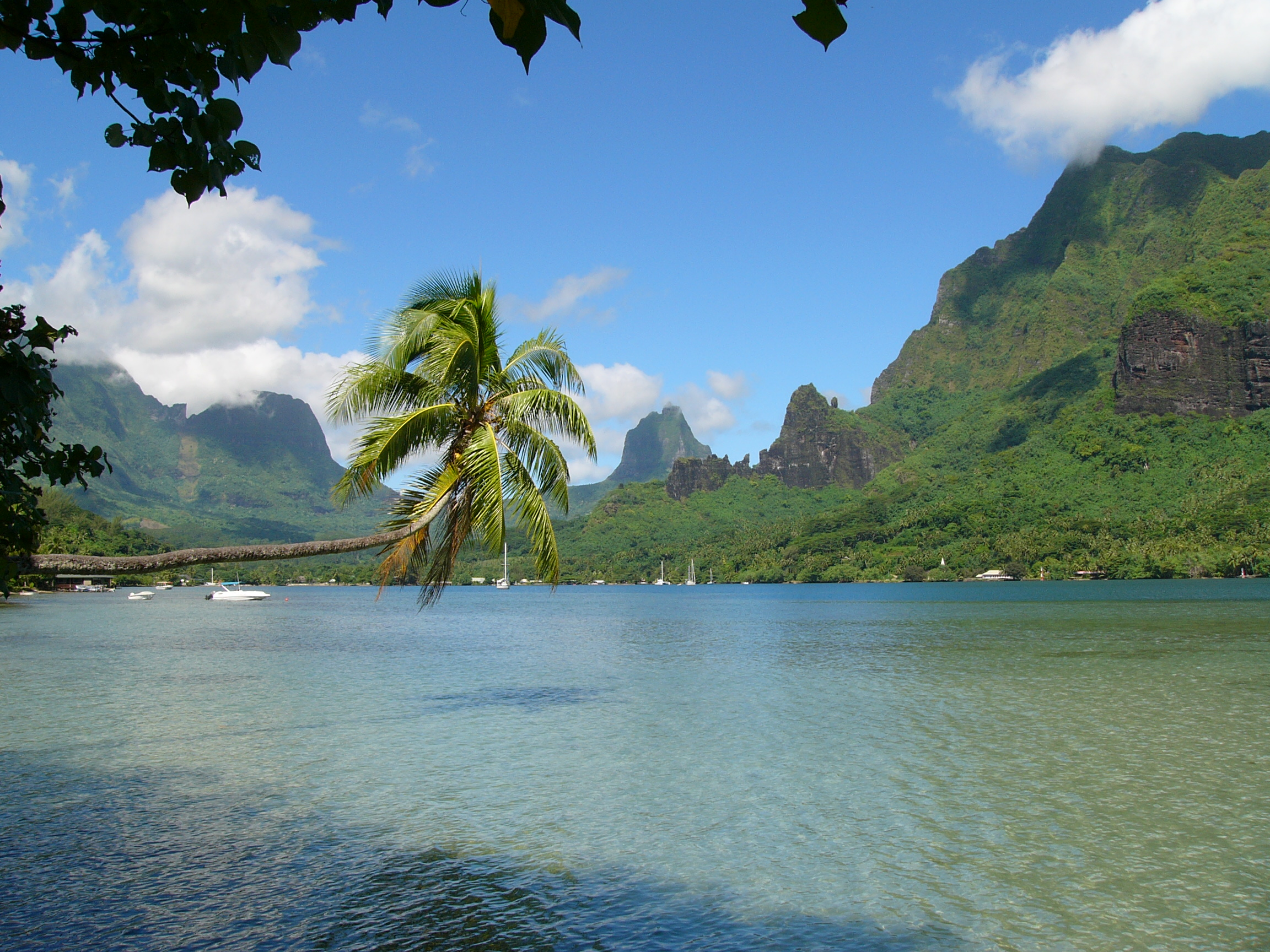
Vista de la badia de Cook a Moorea
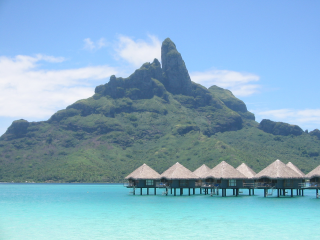
El mont Otemanu a Bora Bora
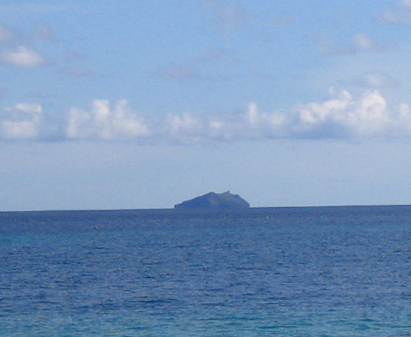
El motu Manui a les Gambier
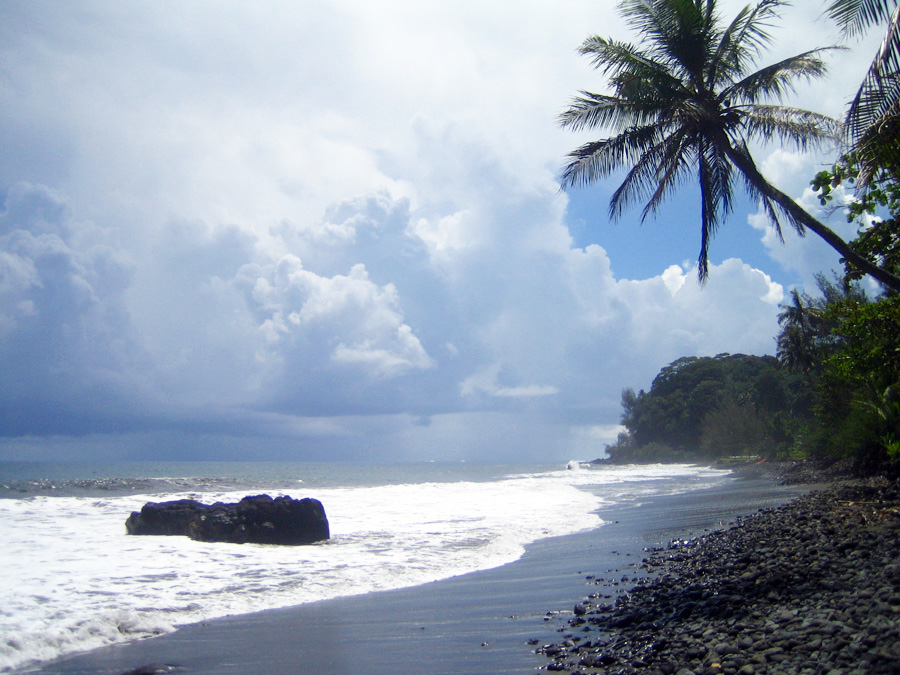
Platja de sorra negra a Tahití
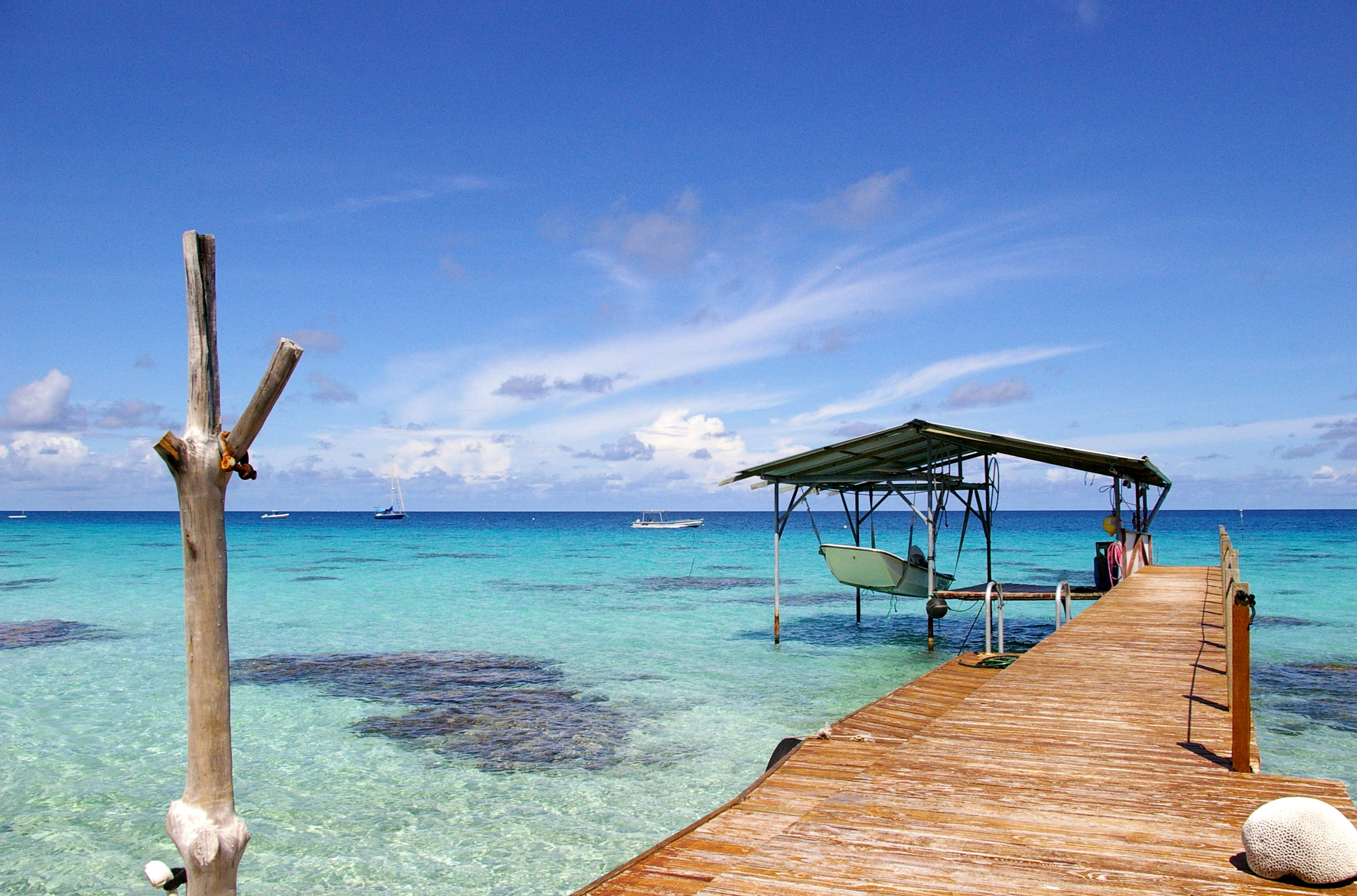
Vista del llac interior de Fakarava
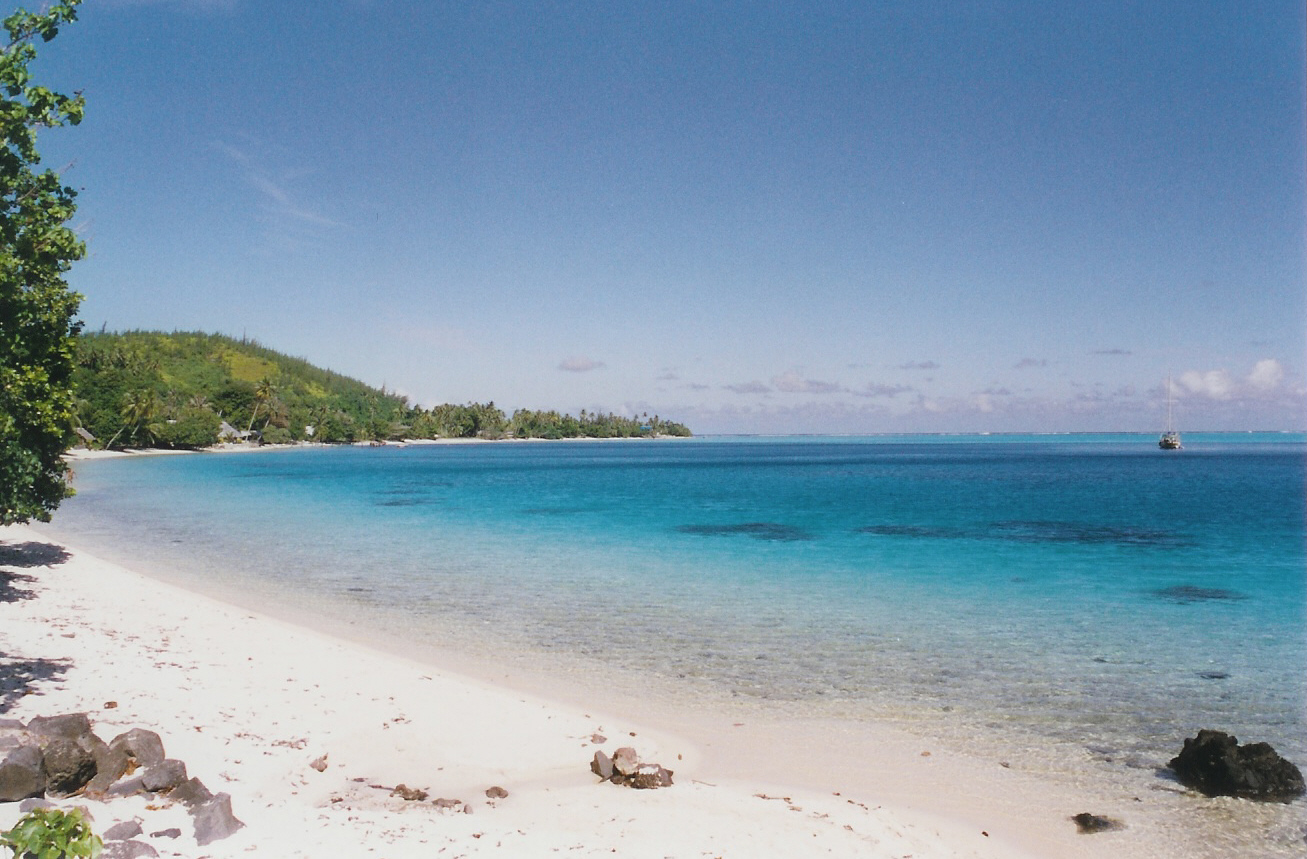
Platja d'Avea a Huahine
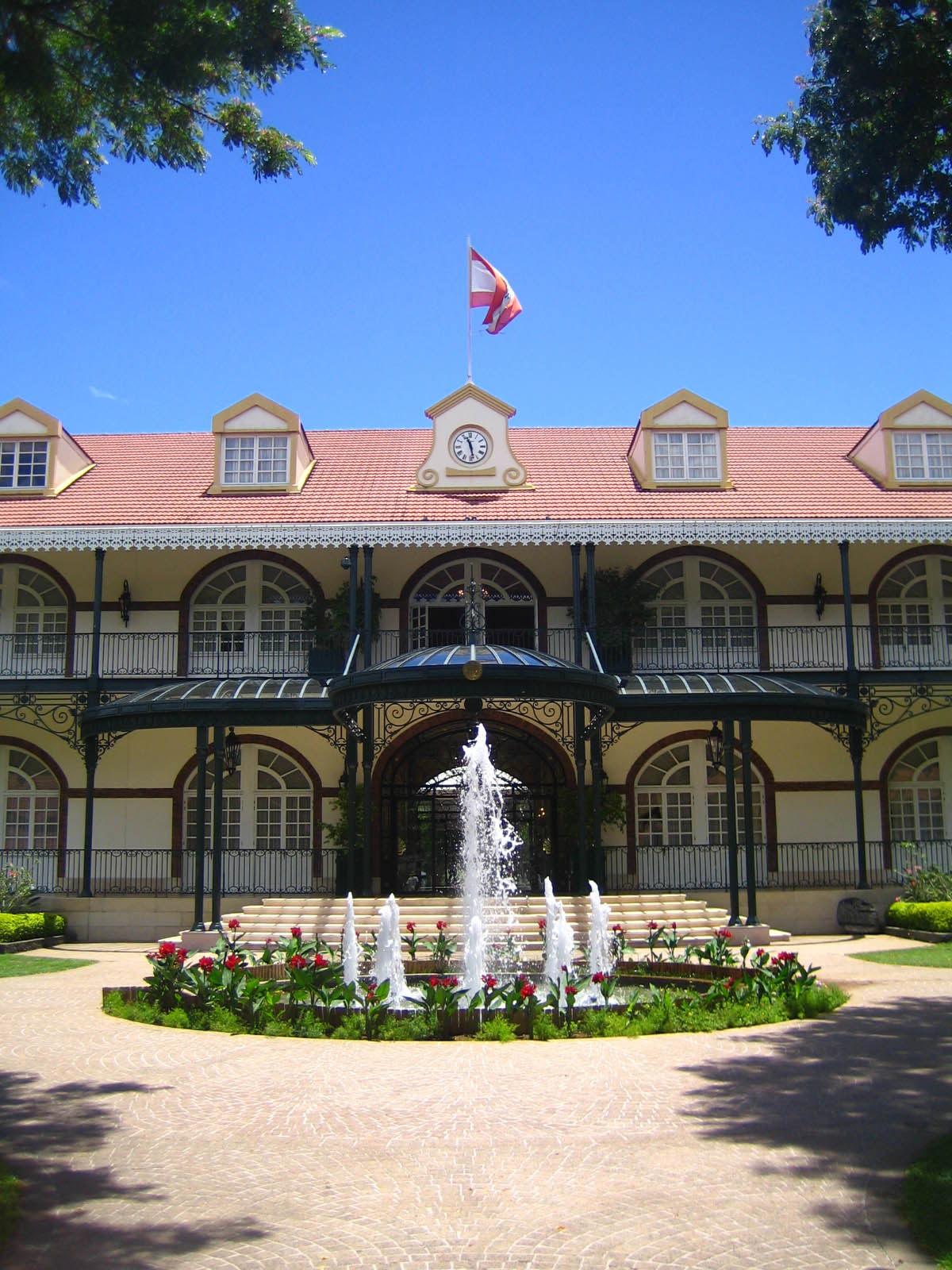
Presidència de la Polinèsia francesa a Papeete
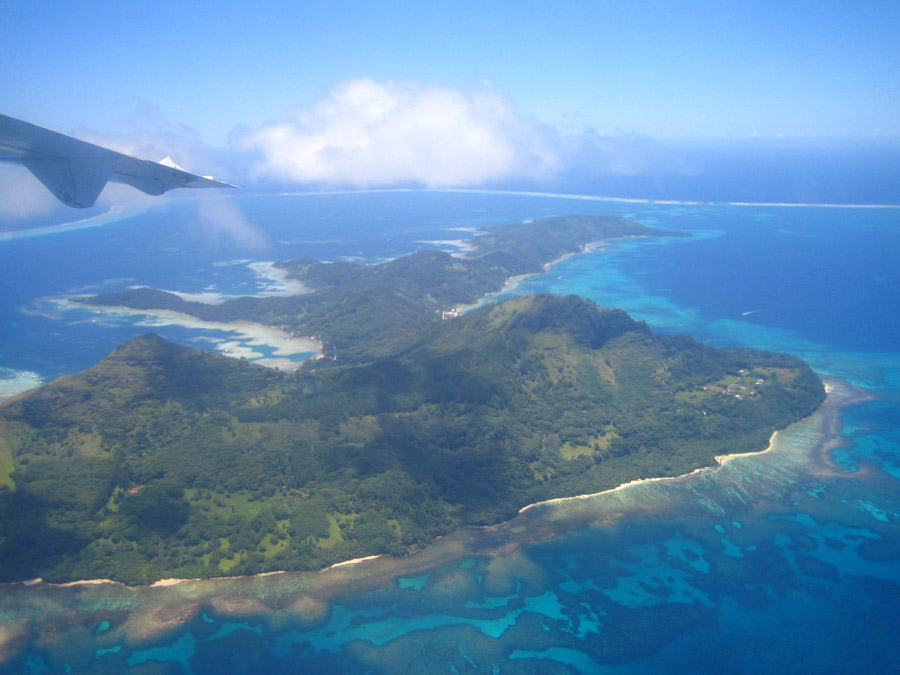
Vista aèria de Mangareva

## Literatura
Selecció de literatura en català relacionada amb la Polinèsia:
- Jaume Bartrolí. De Siberia al Tròpic. Barcelona: Magrana, 2001.
- Aurora Bertrana
  - Paradisos oceànics. Badalona: Proa, 1930.
  - Peikea, princesa caníbal i altres contes oceànics. Barcelona: Balaguer, 1934.
  - Ariatea. Barcelona: Albertí, 1960.
  - Oviri i sis narracions més. Barcelona: Selecta, 1965.
- Aurora Bertrana, i Prudenci Bertrana. L'illa perduda. Barcelona: Catalònia, 1935.
- Josep Maria de Sagarra
  - Entre l'Equador i els Tròpics. Barcelona: Selecta, 1947.
  - La ruta blava: Viatge a les mars del sud. Barcelona: Selecta, 1964.
- Santiago Vilanova. El secret d'Hiva Oa. Barcelona: Laertes, 1997.